# Rocznik ludowy
Rocznik ludowy – pismo Ludowego Towarzystwa Naukowo-Kulturalnego w Krakowie, istnieje od 1994 r., wydano 15 numerów.

## Rocznik ludowy
Redakcja: prof. Stanisław Palka (przewodniczący Kolegium), dr Kazimierz Baścik, dr Jarosław Bomba, Ewa Borowiec, Józef Ciućka, Jadwiga Duda, Bartłomiej Gołek (red. naczelny), Bogusław Hajduk, Eugeniusz Madejski, Mieczysław Nowakowski, Bogumił Tryjański, Anna Żelawska.
Tematyka Rocznika obejmuje problemy ruchu ludowego, zamieszczane są artykuły z konferencji organizowanych przez Towarzystwo, inne teksty, wspomnienia osób zasłużonych, sprawozdania z działalności TN-K oraz recenzje wartościowych prac.
Trzykrotnie - w ciągu tych trzydziestu lat istnienia czasopisma -  omawiano postać patrona Ludowego Towarzystwa Naukowo-Kulturalnego Oddziału w Krakowie im. Włodzimierza Tetmajera (ur. 31 grudnia 1861 w Harklowej, zm. 26 grudnia 1923 w Krakowie)
- w nr. 2 z 1995 r., z okazji 70. rocznicy śmierci tego pisarza i malarza,
- w nr. 16/17 z roku 2018 - teksty wystąpień na konferencji zorganizowanej w krakowskim magistracie z okazji 100-lecia wystąpienia Tetmajera w parlamencie wiedeńskim z doniosłym głosem o wolną Polskę,
- i w nr. 20/21 z roku 2023, na stulecie jego śmierci, czyli w Roku Tetmajera.

Teksty tam zamieszczone prezentują pogłębioną analizę Włodzimierza Tetmajera jako wybitnego literata, malarza i polityka-patrioty - współtwórcy niepodległej Polski.
Każdy zresztą numer miał jeden lub kilka tematów wiodących:
- 1994-1. O ekologii
- 1995-2. O Tetmajerze
- 1996-3. Stulecie ruchu ludowego
- 2000-4. Ludowcy w II RP i reformy oświaty
- 2003-5. Kółka Rolnicze i reforma edukacji
- 2005-6. Kultura i edukacja
- 2006-7. Kultura i kształcenie
- 2008-8. Problemy społeczne
- 2009-9. Edukacja
- 2011-10,11. Oświata, ekonomia, historia
- 2014-12,13. Oświata, ekonomia, historia
- 2016-14,15. Kultura, oświata, historia
- 2018-16,17. Oświata, kultura ludowa, Tetmajer
- 2020-18,19. Edukacja, polska wieś, kultura ludowa
- 2023-20,21. Tetmajer, Kultura ludowa, pedagogika, historia.

## Ludowe Towarzystwo Naukowo-Kulturalne
Założone w 1992 r. Towarzystwo jest organizacją inteligencji ludowej, która nawiązuje do tradycji poprzedniczki z okresu międzywojennego. Główny cel to animowanie środowisk naukowych, twórczych i inteligenckich w kraju i za granicą, w szeroko pojętej działalności społecznej i kulturalnej polegającej na krzewieniu kultury i postępu społeczno-gospodarczego obejmującego aspiracje warstw ludowych i łączenie ich z potrzebami całego narodu; prowadzenie badań nt. ekorozwoju, wsi i rolnictwa oraz ekohumanistycznych czynników rozwoju społeczeństwa i ich zagrożeń; sprawowanie mecenatu wobec młodzieży ze środowisk wiejskich i małomiasteczkowych w osiąganiu jej celów edukacyjnych i pomoc młodym naukowcom, adeptom sztuki, absolwentom szkół w podejmowaniu pracy w tych środowiskach; wspieranie twórczości naukowej, literackiej i artystycznej związanej z kulturą ludową.
Władze: Gmitruk (prezes), Kazimierz Baścik (I wiceprezes), Mirosław Kula (II wiceprezes), Mirosława Bednarzak-Libera, Romuald Turkowski, Stanisław Gmitruk, Mieczysław Adamczyk.
LTN-K wydaje periodyki: „Myśl Ludowa” oraz „Rocznik Ludowego Towarzystwa Naukowo-Kulturalnego Oddział w Krakowie”. Są one wizytówką działalności naukowej Towarzystwa.